# Hawley (Minnesota)
Hawley è una città degli Stati Uniti d'America, situata in Minnesota, nella contea di Clay.